# Ignaz Ambros von Amman
Ignaz Ambros von Amman (auch Ignaz Ambrosius Ammann; * 7. Dezember 1753 in Nusplingen oder Mühlheim an der Donau; † 17. Januar 1830 oder 1840 in Dillingen an der Donau) war ein deutscher Kartograf und Landesgeometer.

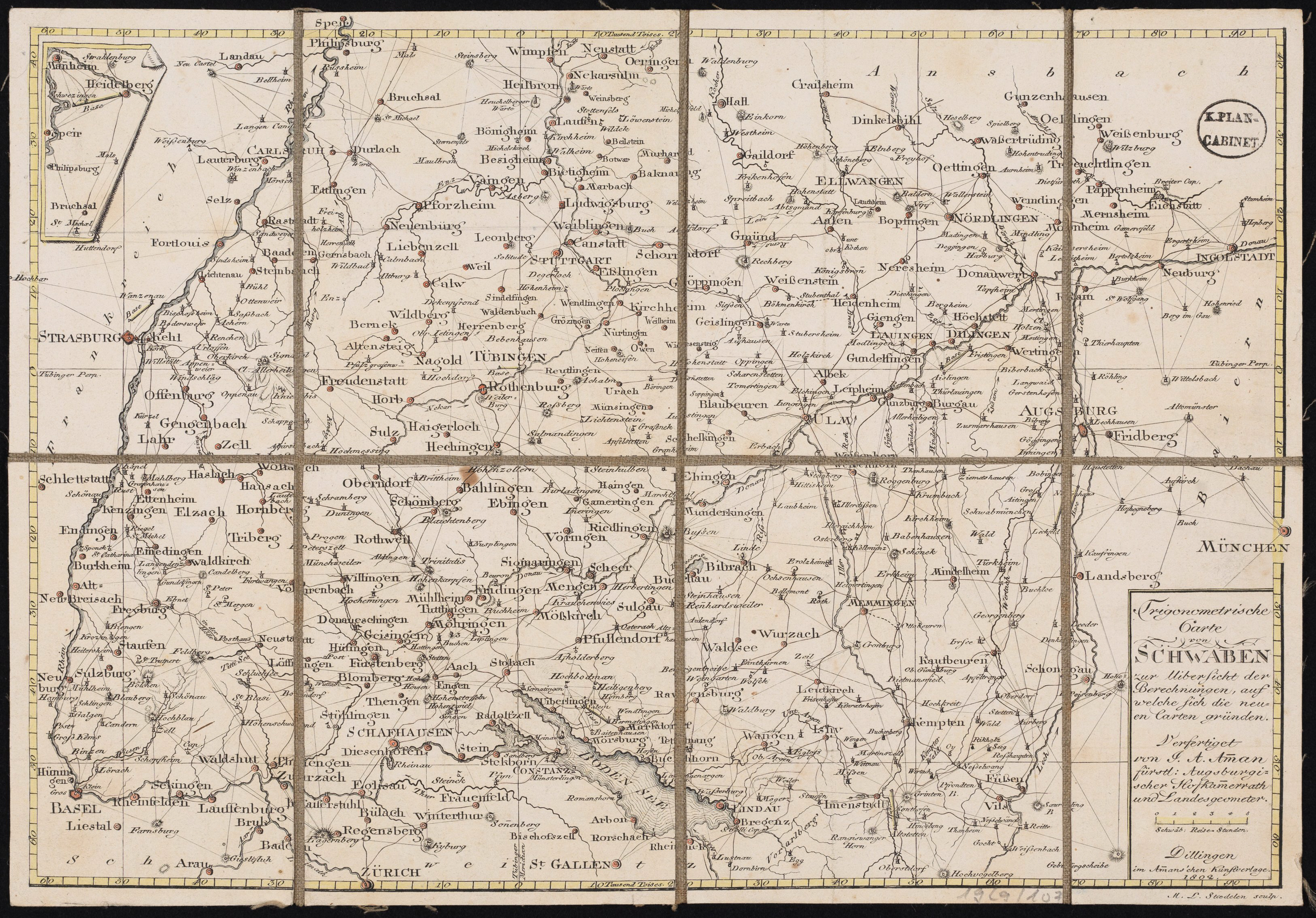
Ignaz Ambros von Amman: Trigonometrische Carte von Schwaben, zur Übersicht der Berechnungen, auf welche sich die neuen Carten gründen, Dillingen 1802

Ignaz Ambros von Amman war Fürstlich-Augsburgischer Hofkammerrat und Landesgeometer des Hochstifts Augsburg, das 1803 zu Bayern kam. Er war mit Bohnenberger aus Württemberg Herausgeber der Charte von Schwaben (1798–1828).

## Situationsplan der Kleinseebacher Mühle

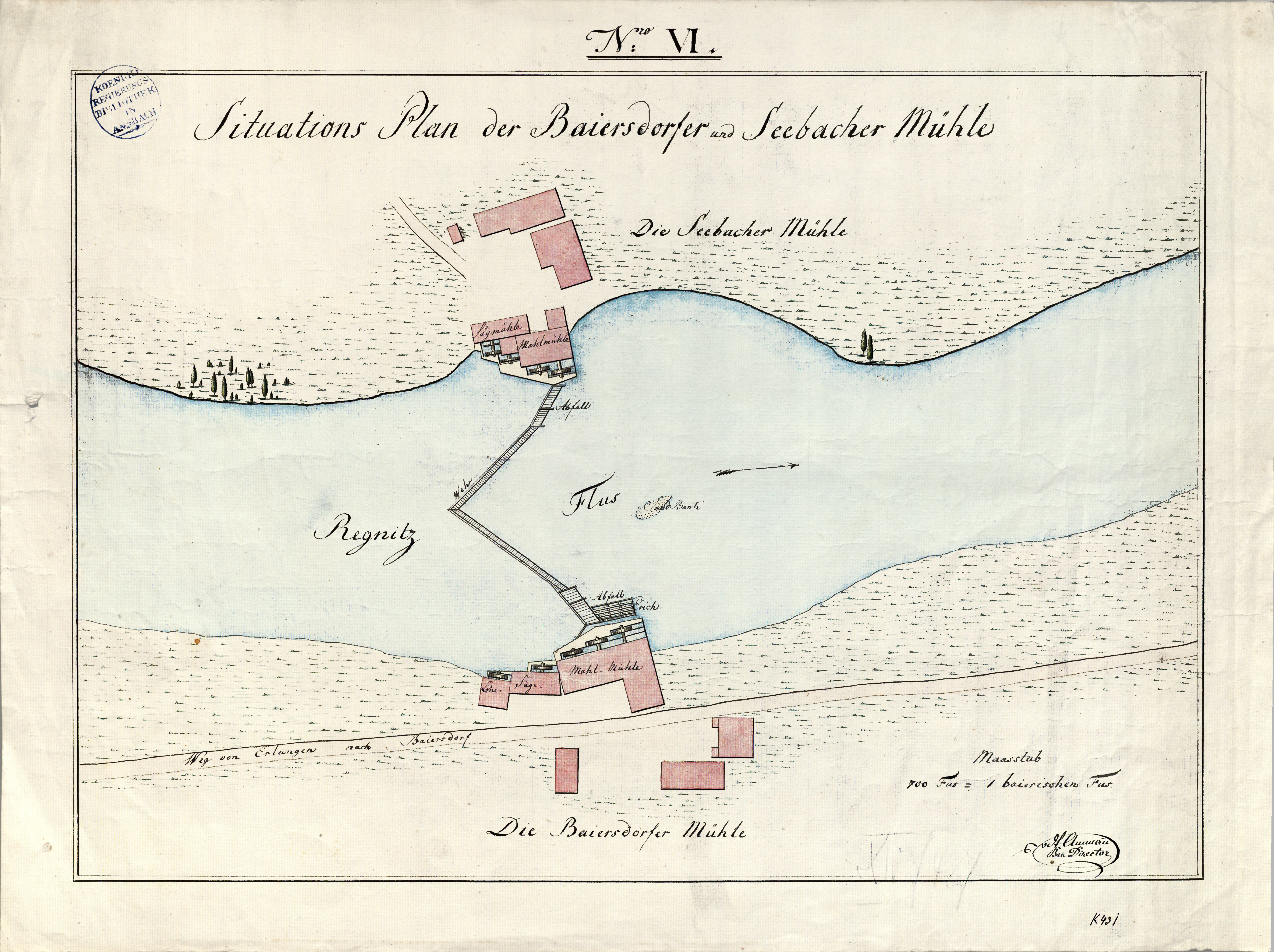
Kleinseebacher und Baiersdorfer Mühle, Situationsplan 1816

Im Jahr 1816 zeichnete er einen Situationsplan der Kleinseebacher Mühle und der Baiersdorfer Mühle an der Regnitz in Bayern.
Bekannter sind seine Werke in Schwaben und Württemberg.